# Тупак Инка Юпанки
Ту́пак И́нка Юпа́нки (кечуа Tupaq Inka Yupanki, ум. 1493, Чинчеро) — император Империи инков, правивший с 1471 года по 1493 год, период царствования которого ознаменован эпохой её наивысшего расцвета.

## Биография
Во время правления его отца Пачакутек Юпанки Тупак Инка Юпанки проявил себя талантливым полководцем и владел титулом Апукиспай, главнокомандующего войском. В 1471 году он унаследовал власть и стал десятым инкой во главе государства. Под его началом империя достигла максимального расширения. Вследствие военных походов Тупак Инка Юпанки удалось подчинить область Кито в современном Эквадоре, а также область Сантьяго в современном Чили. Он завоевал богатое и высокоразвитое королевство Чиму на севере Перу. В кровопролитных сражениях в районе города Гуапонделиг он в 1480 году смог подчинить народ каньяри. Общая площадь Империи Инков в эпоху правления Тупак Инка Юпанки составила 985.000 км². Элита покорённых народностей была приглашена в Куско и наделена важными постами в управлении государства. Этот умный шаг обеспечил не только внутренний покой, но и привлёк художников, мыслителей и учёных.

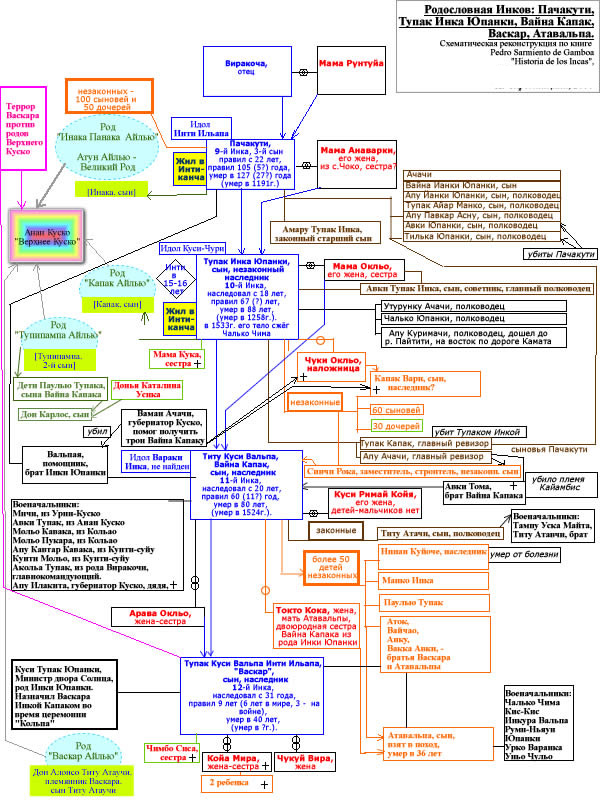
Сарьменто де Гамбоа, Генеалогия Инков. Пачакути, Тупак Инка Юпанки, Вайна Капак, Васкар, Атавальпа

По словам испанца Педро Сармьенто де Гамбоа, в эпоху правления Тупак Инка Юпанки у инков существовал флот из бальсовых плотов, на которых они (возможно даже Тупак Инка Юпанки лично) достигли острова Пасхи. Есть и косвенные подтверждения пребывания инков на острове Пасхи: легенды местных жителей о прибывшем с востока могущественном вожде по имени Тупа; развалины Аху Винапу, построенные в классическом стиле полигональной архитектуры инков из тщательно подогнанных друг к другу базальтовых блоков неправильной формы; а также тот факт, что тотора, произрастающая в вулканических озёрах Рано Рараку и Рано Кау, появилась там не ранее XIV века, а за пределами острова Пасхи она растёт только в озере Титикака.
Умер в своем дворце в Чинчеро в возрасте 45 лет от неизвестной болезни. Существует версия, что Чуки Оклло, одна из его жен, сначала убедила его, что их сын Капак Уари должен занять престол. Однако Тупак Юпанки затем поменял решение, назначив преемником другого сына, Титу Куси Юпанки (позже стал императором под именем Уайна Капак и правил до 1527 года, унаследовав хорошо организованное государство и боеспособную армию из более чем 300 тысяч человек); это вызвало гнев Чуки Оклло, которая отравила Тупака Юпанки. За это преступление Чуки Оклло и Капак Уари были казнены.
Имел двух официальных сыновей и около 90 неофициальных сыновей и дочерей.

## Реформы
Тупак Инка Юпанки осуществил реформу назначений вождей на время ведения войны (термин синчи — вождь — употреблялся вплоть до его правления) и учредил новый институт назначения курак.